# The Look of Love
The Look of Love este al treilea single al Madonnei de pe coloana sonorǎ a filmului Who's That Girl, lansat pe 25 noiembrie 1987 de Sire Records. A fost lansat numai în Europa și Japonia.